# Judenkiewer Spandau

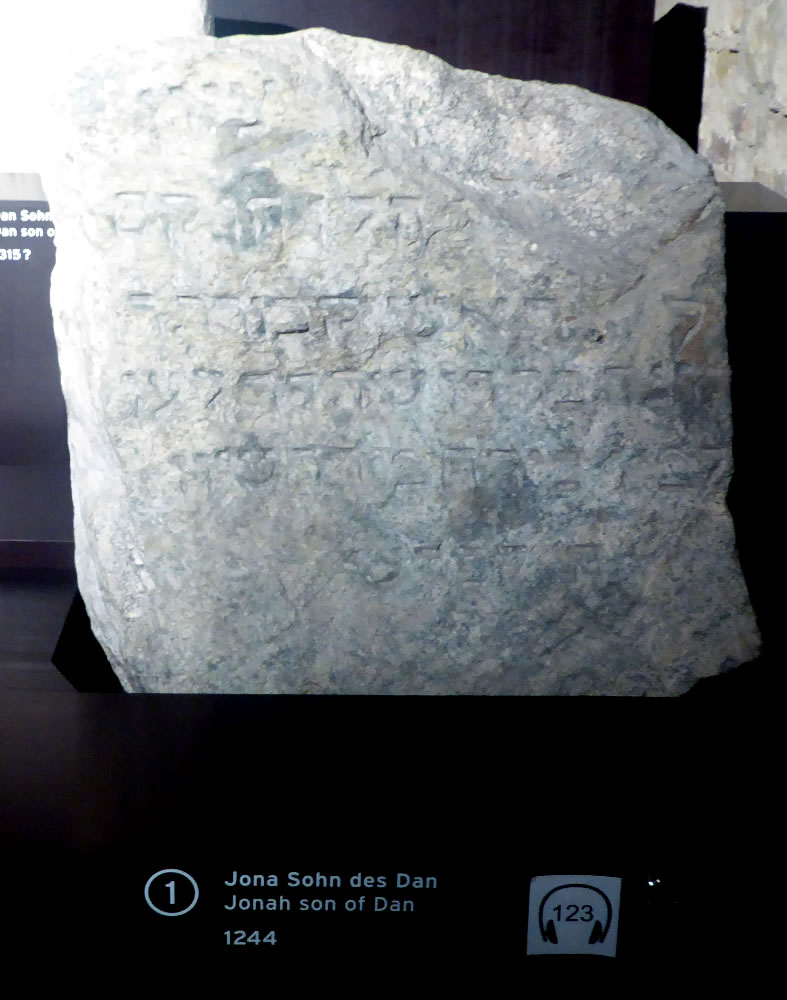
Grabstein des Jonah, datiert 1244

Der Judenkiewer Spandau ist eine alte Begräbnisstätte der jüdischen Einwohner Spandaus, sie wurde erstmals 1324 urkundlich erwähnt. Die Bezeichnung „Kiewer“ steht aller Wahrscheinlichkeit nach in Zusammenhang mit dem hebräischen und jiddischen Wort קבר kejwer (Grab).
Es handelte sich dabei um einen Platz, der den Juden von der Stadt Spandau außerhalb der Stadtmauern zur Verfügung gestellt wurde. Diese mussten für die Nutzung einen Preis von einem Schock und 13 Groschen zahlen, außerdem eine Bestattungsgebühr und einen Durchfahrtszoll für ihre Toten. Als genauer Ort der Begräbnisstätte wird heute eine Flur namens Hasenmark nordwestlich der Spandauer Altstadt angenommen.
Längere Zeit – urkundlich nachweisbar mindestens zwischen 1436 und 1442 – diente der Spandauer Judenkiewer auch den Berliner Juden als Begräbnisstätte.
Im Jahr 1510 wurden die Juden aus der Mark Brandenburg vertrieben und in der Folge wurde auch der Friedhof abgetragen. Die Grabsteine wurden zwischen 1520 und 1533 beim Aufbau der Spandauer Zitadelle genutzt. Zahlreiche dieser zum großen Teil sehr massiven Steine konnten im 20. Jahrhundert bei Bauarbeiten wieder freigelegt und geborgen werden. Insgesamt existieren noch an die 70 Steine und Fragmente aus den Jahren 1244 bis 1474, die möglicherweise von mehreren Spandauer bzw. Berliner Friedhöfen stammen. Der Grabstein eines Jonas, Sohn des Dan, von 1244 ist der älteste erhaltene jüdische Grabstein der gesamten Mark Brandenburg. Ein Teil der Steine ist im Archäologischen Fenster der Spandauer Zitadelle zu besichtigen. Vier der Steine befinden sich auf dem Jüdischen Friedhof Heerstraße und zwei weitere im Jüdischen Museum in Berlin-Kreuzberg.